# Брус Арина
Брус Арина е бивш американски футболист и настоящият треньор на националния отбор на САЩ.
Арина започва кариерата си в Университета на Вирджиния, където прекарва 18 години, преди да стане футболен треньор.
През 1996 г. става треньор на „ДиСи Юнайтед“ в Мейджър Лийг Сокър, като печели купата на лигата 2 поредни години и наградата „МЛС треньор на годината“. Добрата серия с „ДиСи Юнайтед“ е прекъсната през 1998 г., когато неговият отбор губи финала за купата от „Чикаго Файър“.
Същата година заема мястото на Стийв Симпсън и става треньор на националния отбор. Брус води тима на САЩ за 3 световни първенства и става най-успешния треньор на янките. През 2002 г. в Япония и Южна Корея неговият отбор достига до четвъртфинал, което се приема като голяма изненада.
На световното първенство през 2006 г. Арина се запомня сред най-емоционалните треньори. След мача на неговия отбор с Италия той не скрива разочарованието си от съдията.